# マウアー (バーデン)
マウアー (ドイツ語: Mauer) は、ドイツ連邦共和国バーデン＝ヴュルテンベルク州ライン＝ネッカー郡に属す自治体（町村）。マウアーは人口3800人が住む住宅地として狭い地域で重要なだけでなく、ホモ・ハイデルベルゲンシスの発見地として国際的に有名な町である。

## 地理
マウアーはライン＝ネッカー大都市圏の一角をなす。クライヒガウ北部からオーデンヴァルトへの境界領域にあたるエルゼンツ川の渓谷に位置する。ハイデルベルク(17km)、ジンスハイム(13km)の中間、標高約130mから240mの町である。
境を接する市町村は、北から時計回りに、ヴィーゼンバッハ、メッケスハイム、ヴィースロッホ、ライメン、バンメンタールである。

## 歴史
マウアーは、1048年に「Muron」として初めて文献に記録されている。この名前は「壁」を意味するが、どの建物を指しているのかは不明である。最初の入植は8世紀から9世紀頃に始まった。エルゼンツ渓谷の近隣地区も同じ頃に入植が始まっている。この村は、まずシュタウフェン家のヴィンプフェン附属の帝国領となった。1330年頃にメッケスハイマー・ツェントとともにプファルツ選帝侯領となった。レーエン領主には、1208年から1374年までマウアー家が存在したことが明らかにされている。その後、婚姻や相続により領主権の所有や権限範囲はしばしば変動した。その中には、たとえばローゼンベルク家、ニッペンブルク家、フェッヒェンバッハ家、ベッテンドルフ家、ツュルンハルト家などの名が挙げられる。1831年に最後にマウアーを領していたのは、ゲーラー・フォン・ラーフェンスブルク男爵であった。
1522年に、おそらくフランツ・フォン・ジッキンゲンによって、マウアーに宗教改革がもたらされた。三十年戦争では、1622年にバイエルン軍、1634年にスウェーデン軍の略奪にあった。さらに1689年、この村はMelacs軍によって焼き払われた。村には中世盛期から水城が築かれていたのだが、1778年に焼失した。
ネッカーゲミュントからハイルブロンへの幹線道路が拡張されたことで、1780年頃にマウアーは大きな発展を遂げた。ゲーテもスイスへの旅の途中で、1797年8月27日にマウアーを通り、詩を詠んでいる。

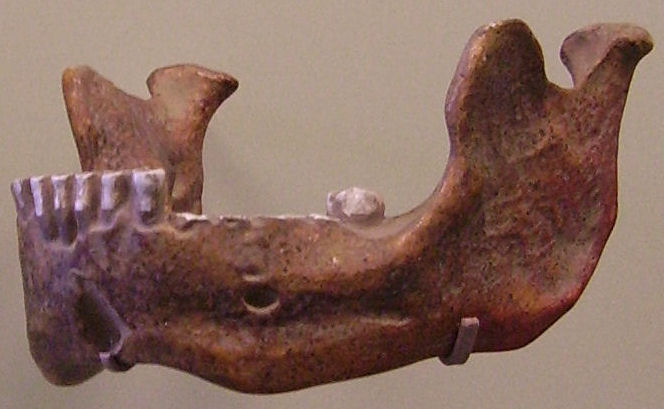
ハイデルベルク人の下顎骨のレプリカ

マウアーでの砂採取は1584年から行われており、大きな採砂溝がいくつも掘られていた。採砂溝「グラーフェンライン」から1907年10月21日、ダニエル・ハルトマンが60万年以上前のものと思われる、大変に保存状態の良い下顎骨を発掘した（Homo heidelbergensis ＝「ハイデルベルク人」と名付けられた）。発掘された場所は、何mもの沈殿物からなる地層である。このため、この原人はこの辺りに住んでいたのではなく、50万年前には現在とは違う川筋を流れていた原-ネッカー川が大量の砂や砂利とともにこの化石を運んできて現在の場所に堆積させたと考えられている。マウアーの採砂溝からは、この他にもたくさんの動物の化石が発掘されている。砂の採掘は1960年代まで続けられていた。
1803年にマウアーはバーデン領となり、ネッカーゲミュント管区に所属した。1807年には、ハイデルベルク上級管区直属のマウアー管区が創設されたが、1813年には再びネッカーゲミュントの管轄下に戻された。さらに1857年にこの管区全域がエーバーバッハ管区に編入された。1864年以降は、マウアーはハイデルベルク管区の所属となり、この管区を母体とするハイデルベルク郡を経て現在のライン＝ネッカー郡の所属となった。
19世紀には、度重なるエルゼンツ川の洪水に悩まされた。1862年にエルゼンツタールに鉄道が操業開始し、1898年からはハイデルベルクへの通勤列車が運行されるようになった。1902年、この村に電灯が引かれた。マウアーの住民が自動車を所有し始めたのは1920年頃からである。
この頃、政治的には中央党が最大政党であったが、ヴァイマル共和政の開始直後には社会民主主義者が勢力を拡大した。1930年以降はNSDAPが最大政党となった。
1939年の戦争開始とともに、男性住民は徴兵され、やがて企業は労働力不足から閉鎖に追い込まれた。第二次世界大戦の末期には、この町の接着剤工場が標的とされ、低空攻撃の目標となった。この町は1945年以後、大きな発展を遂げた。戦争直後にマウアーは416人の放逐民を受け容れた。このため、住宅地の配分が間に合わなくなった。時代とともにマウアーは徐々に拡大を続け、社会資本を備えた住宅地や活気のある市民団体が創られていった。
1994年、マウアーを含むエルゼンツ渓谷の町は20世紀最悪の洪水に見舞われた。この反省から新しい堤防が創られた。ヴィーゼント川の渓谷を抜けるバイパスが建設されたことで、それまで1日に48,000台もの通行量があった町の中心部は落ち着きを取り戻した。さらに大きな新興住宅地の造成が行われ、人口は再び増加した。

### 人口推移
マウアーの人口は17世紀に三十年戦争やそれに続くフランスとの戦争のために減少した。大きな人口増加が、1780年に本通りの拡張工事が行われた時代に起こった。19世紀中頃からは、貧困から人口数は停滞したが、やがて工業化や鉄道建設により増加に転じた。第二次世界大戦後は旧ドイツ領の東プロイセンやシレジア、チェコ領であったズデーテン地方などから追放された多くのドイツ系放逐民を受け容れ、人口が増加した。

## 行政

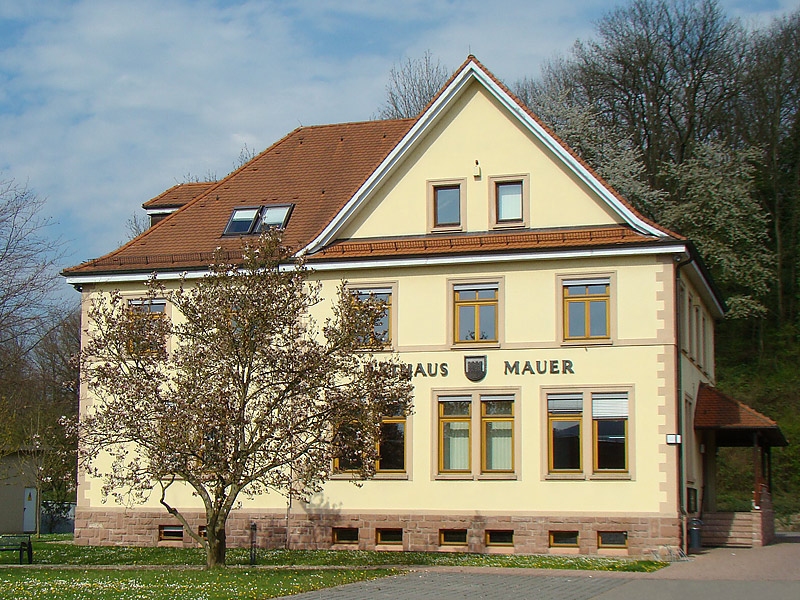
マウアーの町役場

### 議会
マウアーの議会は5年ごとの直接選挙で選出される14名の議員からなる。これに首長が議長として加わる。

### 紋章
図柄: 銀地に緑の土地。その上に胸壁を4枚もつ赤い壁。
13世紀にマウアーを統治した貴族家はこの村の名前に因んだ紋章をすでに使っていた。1752年のものであることが知られている村の裁判所の印章も壁を描いたものである。こうした歴史上の先行例を考慮し、この紋章は1911年に認可された。
旗は、緑 – 赤。いつからこの旗が用いられているかは、定かではない。

## 文化と見所
- カトリックの聖バルトロモイス教会は、1772年建造の先代の建物に替わって、1876年に建設された。この建物は1950年に改修された。
- プロテスタント教会は、1896年に建設監督官ヘルマン・ベハーゲルの設計に基づいて建設されたネオゴシック建築である。1957年の改修の際に、屋根が簡素化された。
- 休息用の小城ゾルゲンフライは、1788年にカール・フォン・ツァイルンハルトによって、エルゼンツ川を挟んで村と向かい合う斜面に建設された。現在はシャットハウゼンへ向かう町の出口にあたっている。
- 現在の町役場は、1900年頃に元々は学校として建設された。1864年に旧町役場が閉鎖され、町役場としての機能が与えられた。
- ヘイトシェス・ハウスは、町の中心部にある印象的な木組み建築で、中は図書館になっておりHomo heidelbergensisが展示されている。
- 採砂溝「グラーフェンライン」は自然公園内にあり、25mの高さに及ぶ堆積物の層を見ることができる。ここはHomo heidelbergensis の発見場所であるが、現在は近づくことはできない。

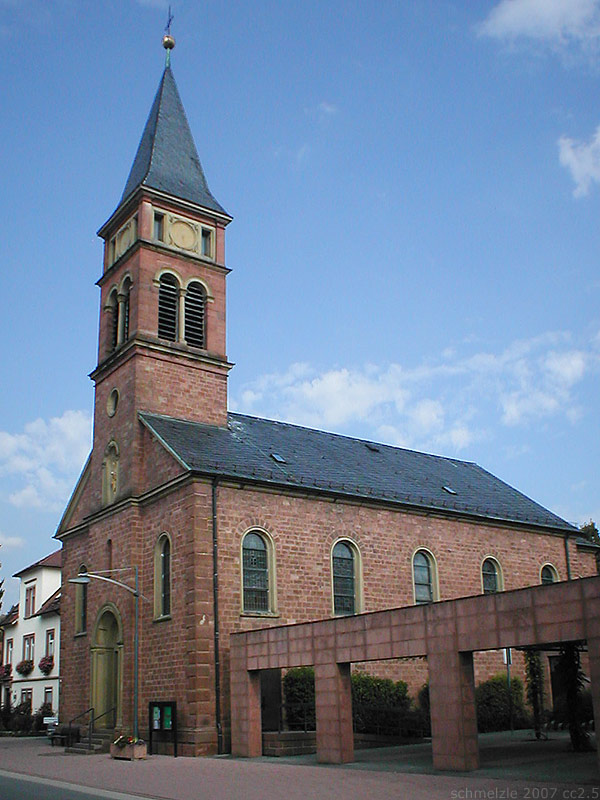
カトリック教会
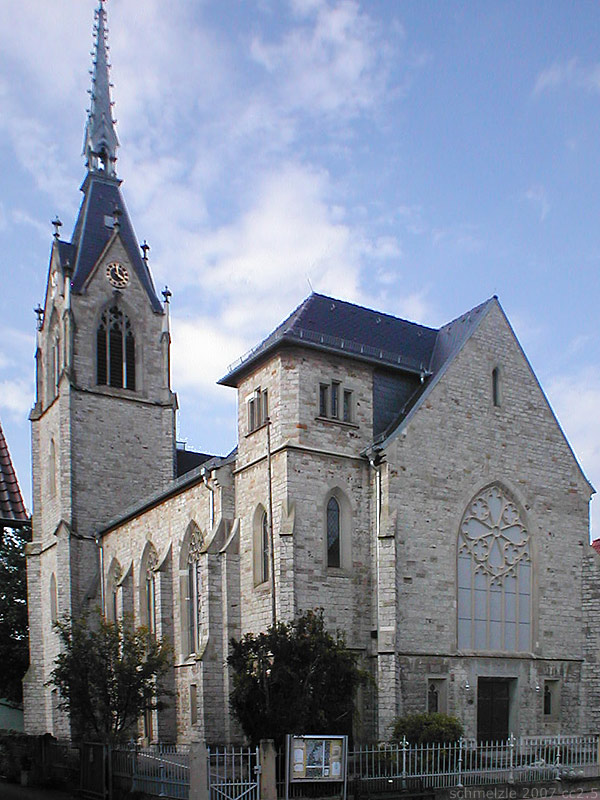
プロテスタント教会
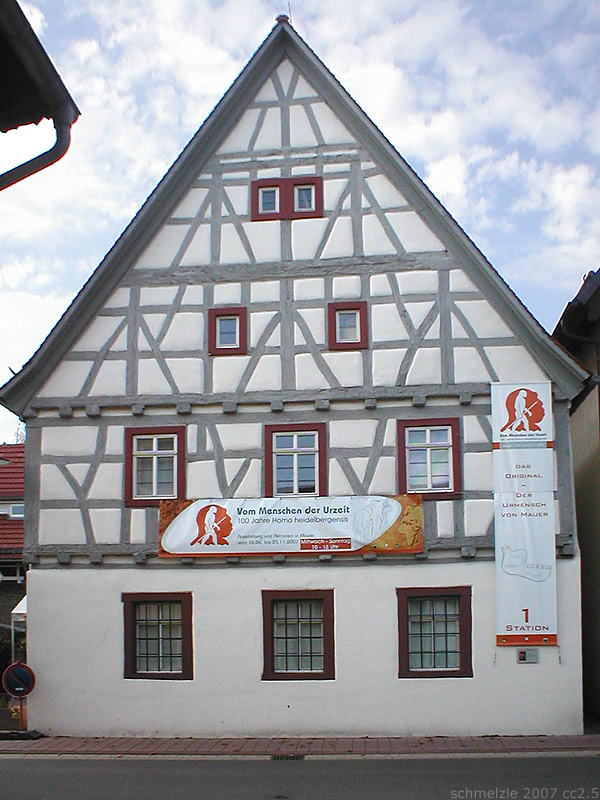
ヘイトシェス・ハウス
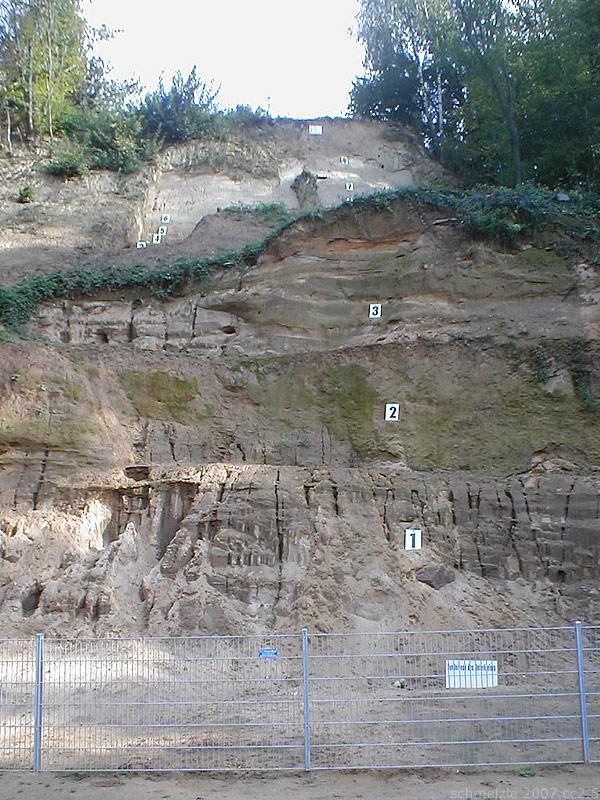
採砂溝「グラーフェンライン」

## 引用
1. ↑  Statistisches Landesamt Baden-Württemberg – Bevölkerung nach Nationalität und Geschlecht am 31. Dezember 2023 (CSV-Datei)
2. ↑  Herwig John, Gabriele Wüst: Wappenbuch Rhein-Neckar-Kreis. Ubstadt-Weiher 1996, ISBN 3-929366-27-4, S. 79